# Лебедево (Калининский район)
Ле́бедево — деревня (ранее село) в Калининском районе Тверской области. Относится к Никулинскому сельскому поселению.
Расположена южнее Твери (от центра города — 10 км), в 2 км от автомагистрали «Москва — Санкт-Петербург» (Тверской объездной дороги), на Волоколамском шоссе (автодороге «Тверь—Лотошино—Шаховская—Уваровка»).
К востоку от деревни расположено городское Лебедевское кладбище.
К северу от деревни (до автомагистрали «Москва — Санкт-Петербург») создаётся индустриальный парк «Раслово», где предполагается строительство экскаваторного завода японской фирмы Hitachi.

## История
В 1741 году в селе была построена деревянная Богородицерождественска церковь с 2 престолами, распространена в 1868 году. В 1910—1915 годах рядом с одноимённым деревянным храмом была построена каменная Церковь Рождества Пресвятой Богородицы.
В конце XIX — начале XX века село входило в состав Никулинской волости Тверского уезда Тверской губернии.
С 1929 года деревня являлась центром Лебедевского сельсовета Тверского района Тверского округа Московской области, с 1935 года — в составе Калининской области, с 1994 года — в составе Никулинского сельского округа, с 2005 года — в составе Никулинского сельского поселения.

## Население
| 1859 | 1886 | 2002 | 2010 |
| ---- | ---- | ---- | ---- |
| 57   | ↗81  | ↗209 | ↘158 |

## Экономика
Близ деревни расположены:
- Индустриальный парк «Раслово»[7]
- Экскаваторный завод «Хитачи»[7]

## Достопримечательности
В деревне расположена действующая Церковь Рождества Пресвятой Богородицы (1915). В апреле 2024 года начались работы по восстановлению крыши и куполов у церкви.